# 俺節
『俺節』（おれぶし）は、土田世紀の漫画。『ビッグコミックスピリッツ』（小学館）で1991年から1993年にかけて連載された。単行本は小学館ビッグコミックスで全9巻刊行され（のちに絶版）、その後、太田出版より『定本 俺節』（全3巻）として刊行された。
2017年に舞台化作品が上演（後述）。

## あらすじ
卒業を間近に控えた津軽の高校生・海鹿耕治が、単身上京して演歌歌手を目指す物語。実在の歌手や歌が多用されているのが特徴である。

## 主な登場人物
※ 演は舞台版のキャスト。
海鹿 耕治（あしか こうじ）
演 - 安田章大
主人公。津軽出身の高校生。祖母と二人暮らしをしていたが、高校卒業間近に、歌手を目指して上京する。常に津軽弁で話す。歌の才能はあるが極度の上がり症のため、人前で歌えなくなることもしばしばある。
南風原 太郎（はえばる たろう）
演 - 福士誠治
ギタリスト。沖縄出身のため、周りからは「オキナワ」と呼ばれている。琉球舞踊の芸者をしつつ、体を売る母親と共に、内地を転々とする子供時代を過ごす。その時に伴奏のギターを習得する。北野波平に弟子入り志願をするものの拒否されていたところ、海鹿と出会い意気投合して、ドヤ街「みれん横丁」のアパートで同居することになる。海鹿の歌声に心酔し、コンビでプロを目指す。後に戌亥辰巳によって、海鹿一人だけがプロデビューが決まったことにより自暴自棄になり、麻薬密売に手を染めるが、更生して羽田とコンビを組みデビューすることになる。
テレサ
演 - シャーロット・ケイト・フォックス
フィリピン人の不法就労者。悪徳ブローカーに騙されて、ストリップ劇場で働いていたが、地方回りに行く直前に海鹿たちの手助けにより脱走し、海鹿と同棲生活を始めるが、その後、入国管理局によって祖国に強制送還される。
羽田 清次（はねだ せいじ）
ロックバンド「ショート・ホープス」のリーダー。デビュー3日前に、流しで歌っていた海鹿の歌に触発されて、ロックから転身して演歌歌手を目指すことになる。
北野 波平 （きたの なみへい）
演 - 西岡徳馬
演歌界の大御所歌手。多くの弟子を持つ。海鹿の憧れの的。
大野（おおの）
演 - 六角精児
新宿を拠点に、ギター1本で夜の盛り場を回る流しの演歌師。北野波平とは青春時代を過ごした仲。海鹿、南風原を弟子にして、デビューするまで面倒を見る（作品内では大野としか呼ばれておらず、フルネームは不明）。
今賀 政美（いまが まさみ）
演歌界を代表するベテラン作曲家。戦時中に軍歌を作ることを拒否したため、アカと呼ばれて辛酸を舐めた。海鹿のデビュー曲を手掛けていたが、急病で倒れる。海鹿は東京で一人暮らしをしていた今賀の初恋の相手・江刺ソ子を見つけ出し、今賀の臨終を看取らせた。絶筆となった未完の曲「俺節」は北野波平が仕上げ、合作としてクレジットされる。
戌亥 辰巳（いぬい たつみ）
演 - 中村まこと
戌亥企画を営む、フリーの企画プロデューサー。海鹿にレコードデビューの話を持ちかける。後に海鹿は戌亥の事務所に所属して、レコードデビューを果たす。
唐名 新政（からな あらまさ）
戌亥企画の社員で、海鹿のマネージャー。
浜田山 翔（はまだやま しょう）
ピンチレコードのディレクター。不人気な演歌部門に飛ばされていた。当初は羽田を獲得しようと奮闘するが、海鹿の才能に惚れ込み、デビューを後押しする。
寺泊 行代（てらどまり いくよ）
演 - 高田聖子
アイドルグループ「グニャンコクラブ」に所属していた元アイドル。海鹿とのデュエットでレコードを出すことになる。浜田山の元恋人。
赤崎 みどり（あかざき みどり）
海鹿の高校時代のクラスメイト。海鹿は赤崎に告白してフラれ、それを機に上京することになる。赤崎は高校卒業と同時に上京し、海鹿と再会することになる。
朝霧 峰代（あさぎり みねよ）
海鹿、南風原、羽田らが学園祭に出演した大学の学生。偶然、言葉を交わすようになった海鹿に惹かれ、学園祭の後もファンとして後を追う。

## その他
- 海鹿耕治のデビュー曲「俺節」は実際に制作され、小林ひさしの歌でCDが発売された。作詞は土田世紀、作曲・プロデュースは北島三郎（作曲にはペンネームである“原譲二”を使用。なお北島は、コミックス表紙などに使用された『俺節』の題字も手掛けた）、編曲は水谷竜緒（水谷公生）が担当。この「俺節」がデビュー曲となった小林は、同曲のヒットにより1992年度の第30回ゴールデン・アロー賞「音楽新人賞」を受賞した。
- 『古田新太のオールナイトニッポン』（ニッポン放送ほか）には「俺の俺節」というコーナーがあり、リスナーから「俺節」の替え歌を募集した他、小林ひさしも同コーナーにゲスト出演していた。また、『電気グルーヴのオールナイトニッポン』には「マンガ俺節」というコーナーがあった。

## 単行本
- ビッグコミックス（小学館、全9巻。現在は絶版）
- 定本 俺節（太田出版、全3巻。上巻：ISBN 9784778321239、中巻：ISBN 9784778321246、下巻：ISBN 9784778321253。2010年から2011年にかけて刊行。上・中巻の巻末には土田へのメール・インタビュー、下巻の巻末には描きおろしの近況報告漫画を収録）

## 舞台
同名タイトルで、2017年5月28日から6月30日にかけて、TBS赤坂ACTシアター及びオリックス劇場にて上演された。作・演出は演出家・福原充則。主演は安田章大（関ジャニ∞）
本作の開催に伴い、原作漫画の原画展が、2017年5月26日から6月18日にかけて、東京・赤坂サカスのサカス広場内「赤坂ギャラリー」にて無料開催された。
本作以降、主演の安田と脚本・演出の福原のタッグによる舞台作品が複数回上演されており、本作と、2019年上演の『忘れてもらえないの歌』、2022年上演の『閃光ばなし』の3作は、「昭和三部作」と位置づけられた。

### 上演日程
| 日程               | 日程               | 日程               | 日程               | 会場               |
| 年                 | 月                 | 日                 | 時間               | 会場               |
| 全34公演           | 全34公演           | 全34公演           | 全34公演           | 全34公演           |
| 東京公演：全25公演 | 東京公演：全25公演 | 東京公演：全25公演 | 東京公演：全25公演 | 東京公演：全25公演 |
| ------------------ | ------------------ | ------------------ | ------------------ | ------------------ |
| 2017年             | 5月                | 28日               | 16:00              | TBS赤坂ACTシアター |
| 2017年             | 5月                | 29日               | 18:30              | TBS赤坂ACTシアター |
| 2017年             | 5月                | 30日               | 13:30              | TBS赤坂ACTシアター |
| 2017年             | 5月                | 30日               | 18:30              | TBS赤坂ACTシアター |
| 2017年             | 6月                | 1日                | 13:30              | TBS赤坂ACTシアター |
| 2017年             | 6月                | 1日                | 18:30              | TBS赤坂ACTシアター |
| 2017年             | 6月                | 2日                | 13:30              | TBS赤坂ACTシアター |
| 2017年             | 6月                | 3日                |                    | TBS赤坂ACTシアター |
| 2017年             | 6月                | 18:30              |                    | TBS赤坂ACTシアター |
| 2017年             | 6月                | 4日                | 13:30              | TBS赤坂ACTシアター |
| 2017年             | 6月                | 5日                | 18:30              | TBS赤坂ACTシアター |
| 2017年             | 6月                | 8日                | 13:30              | TBS赤坂ACTシアター |
| 2017年             | 6月                | 8日                | 18:30              | TBS赤坂ACTシアター |
| 2017年             | 6月                | 9日                | 13:30              | TBS赤坂ACTシアター |
| 2017年             | 6月                | 10日               | 13:30              | TBS赤坂ACTシアター |
| 2017年             | 6月                | 18:30              |                    | TBS赤坂ACTシアター |
| 2017年             | 6月                | 11日               | 13:30              | TBS赤坂ACTシアター |
| 2017年             | 6月                | 12日               | 18:30              | TBS赤坂ACTシアター |
| 2017年             | 6月                | 13日               | 18:30              | TBS赤坂ACTシアター |
| 2017年             | 6月                | 15日               | 13:30              | TBS赤坂ACTシアター |
| 2017年             | 6月                | 15日               | 18:30              | TBS赤坂ACTシアター |
| 2017年             | 6月                | 16日               | 13:30              | TBS赤坂ACTシアター |
| 2017年             | 6月                | 17日               | 13:30              | TBS赤坂ACTシアター |
| 2017年             | 6月                | 18:30              |                    | TBS赤坂ACTシアター |
| 2017年             | 6月                | 18日               | 13:30              | TBS赤坂ACTシアター |
| 大阪公演：全9公演  |                    |                    |                    |                    |
| 2017年             | 6月                | 24日               | 18:30              | オリックス劇場     |
| 2017年             | 6月                | 25日               | 13:30              | オリックス劇場     |
| 2017年             | 6月                | 25日               | 18:30              | オリックス劇場     |
| 2017年             | 6月                | 26日               | 13:30              | オリックス劇場     |
| 2017年             | 6月                | 27日               | 13:30              | オリックス劇場     |
| 2017年             | 6月                | 18:30              |                    | オリックス劇場     |
| 2017年             | 6月                | 29日               | 13:30              | オリックス劇場     |
| 2017年             | 6月                | 29日               | 18:30              | オリックス劇場     |
| 2017年             | 6月                | 30日               | 12:00              | オリックス劇場     |

### キャスト
- 海鹿耕治：安田章大[1][2]
- 南風原太郎：福士誠治[1][2]
- テレサ：シャーロット・ケイト・フォックス[1][2]
- 流しの大野：六角精児[1][2]
- 寺泊行代 / マリアン：高田聖子（※1人2役）[1][2]
- エドゥアルダ / 才原 - 桑原裕子（※1人2役）[1][2]
- 戌亥辰巳 / 金村：中村まこと（※1人2役）[1][2]
- 米村主任、助平、幻覚、課長、学生3、盆踊り、引っ越し屋、ファン　- 村上航
- 北野波平：西岡徳馬[1][2]

### スタッフ
- 原作：土田世紀[1][2]
- 脚本・演出：福原充則[1][2]